# Hidrometalación
La hidrometalación es un tipo de reacción organometálica en la que un compuesto químico con un hidrógeno unido a un metal (MH, hidruro de metal) se adiciona a un compuesto con un enlace insaturado como un alqueno (CR=CR) que forma un nuevo compuesto con un enlace carbono-metal (RHC-CRM).
El metal debe ser menos electronegativo que el hidrógeno. La reacción está estructuralmente relacionada con la carbometalación. Cuando el sustrato es un alquino el producto de reacción es un compuesto vinilorganometálico. La reacción inversa es la beta eliminación de hidruro. 
Ejemplos de hidrometalación: hidroboración, hidrosililación, hidrozirconación, etc.
La tendencia a la adición del hidruro de metal sigue el orden: Si-H < Ge-H < Sn-H < Pb-H. Además, la adición syn (que da el isómero cis) está más favorecida.